# Aeroportul Reggio Calabria
Aeroportul Reggio Calabria (IATA: REG, ICAO: LICR) este un aeroport din Reggio Calabria, Metropolitan City of Reggio Calabria⁠(d), Calabria, Italia ce deservește zona Reggio Calabria. Aeroportul a fost tranzitat în 2022 de 202.386 de pasageri. A fost deschis în 1947 și numit după zona deservită.
Situat la o altitudine de 29 m, aeroportul dispune de 2 piste.

## Infrastructură

### Piste
Aeroportul dispune de 2 piste. Pistele au orientările 15/33, respectiv 11/29.